# Ibrahim Olgun

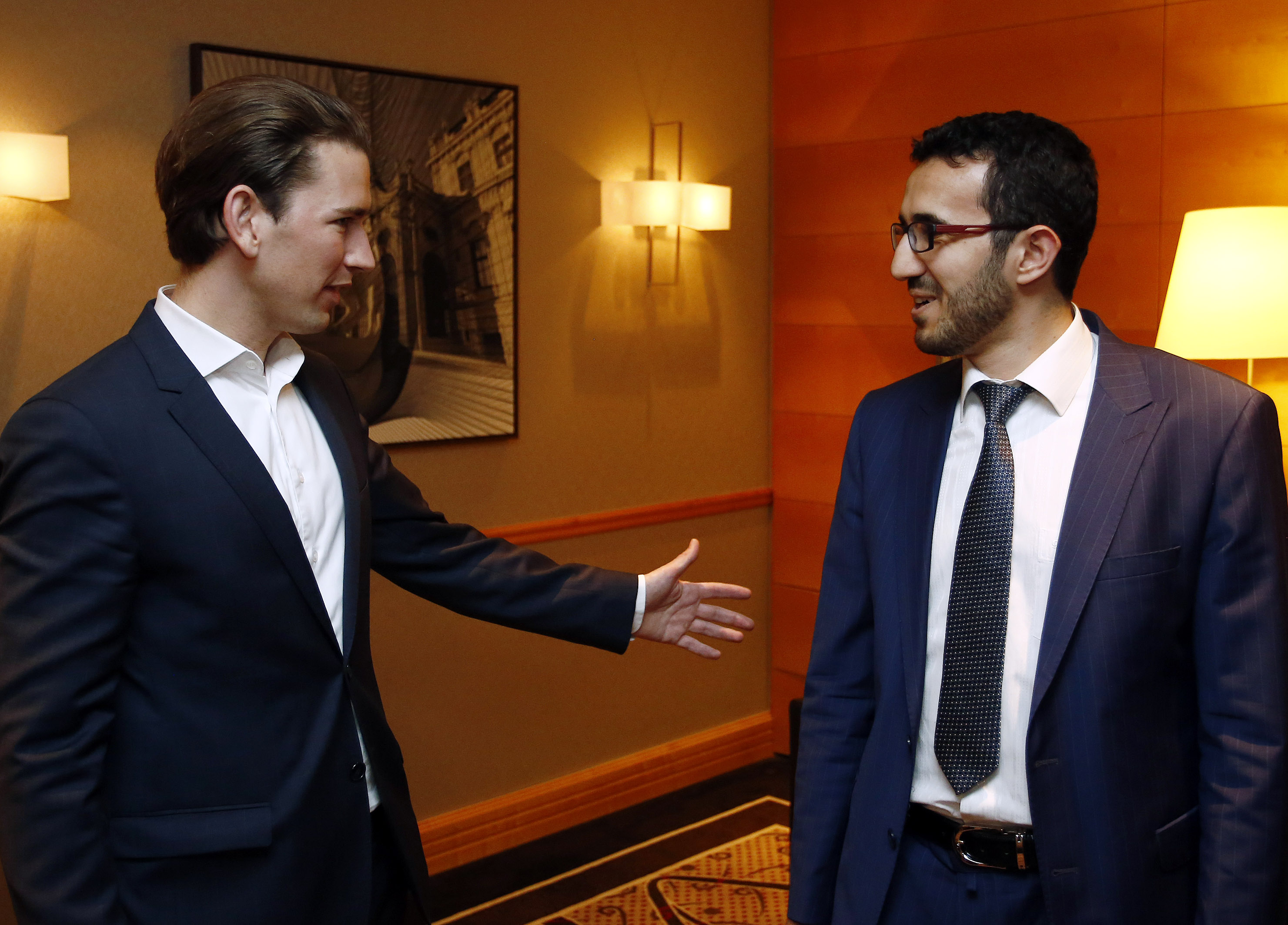
Ibrahim Olgun (rechts) mit Sebastian Kurz

Ibrahim Olgun (* 11. September 1987 in Mistelbach, Österreich) ist ehemaliger Präsident der Islamischen Glaubensgemeinschaft in Österreich (IGGiÖ).

## Leben
Olgun wurde 1987 als der zweite Sohn eines türkischen Gastarbeiters im niederösterreichischen Mistelbach geboren. Nach der Volks- und Hauptschule in Matzen besuchte er die Höhere Technische Lehranstalt Technologisches Gewerbemuseum in Wien, die er 2007 mit der Matura abschloss.
Nach der Ableistung des Präsenzdienstes beim Bundesheer studierte er Islamische Theologie an der theologischen Fakultät der Universität Ankara.
Von 2013 bis 2014 war er Integrationsbeauftragter bei ATIB Union. Seit 2014 übt er die Tätigkeit als Fachinspektor für islamische Religion in Wien und als zweiter stellvertretender Leiter des Schulamtes der IGGiÖ. Seit Juni 2016 ist er Präsident des IGGiÖ, Vorsitzender des Obersten Rates und Mitglied des Hochschulrates der Kirchlichen Pädagogischen Hochschule Wien/Krems.
Im November 2018 beschloss der Schurarat der IGGiÖ vorgezogene Neuwahlen am 8. Dezember 2018. Ibrahim Olgun kündigte an, nicht mehr zu kandidieren. Zu seinem Nachfolger wurde Ümit Vural gewählt.

## Positionen
In einem Interview mit dem Magazin Profil erklärte er Ende 2016, dass das Kopftuch zwar Teil der Religionsausübung und für die Frau im Islam eine Verpflichtung sei, sie jedoch selbst entscheiden müsse, ob sie diese einhält oder nicht.
Ibrahim Olgun lehnt die Evolutionstheorie ab. Er und die Islamische Glaubensgemeinschaft in Österreich würden sich nie für „falsche Entwicklungen wie die Evolutionstheorie“ aussprechen. Die Evolutionstheorie von Darwin sei für ihn „nur eine Theorie“.
Er meinte im Zuge eines Prozesses am Arbeits- und Sozialgericht Wien bezüglich einer Klage einer ehemaligen Religionslehrerin, es sei „aus meiner Sicht sehr wohl erforderlich, im Unterricht mit Kopftuch zu erscheinen“.